# Kuna (Idaho)
Kuna ist eine Stadt im Ada County, Idaho. Sie hatte bei der Volkszählung 2020 des US Census Bureau 24.011 Einwohner.

## Geographie
Kuna liegt in einer Höhe von 821 Metern über dem Meeresspiegel. Das Stadtzentrum liegt etwa 29 km südwestlich von Boise, der Hauptstadt von Idaho.
Nach den Angaben des United States Census Bureaus beträgt die Fläche etwa 47,1 km², wovon 46,8 km² auf Land und 0,3 km² auf Gewässer entfallen.
Südlich von Kuna befinden sich die durch einen unterirdischen Lavastrom entstandenen Kuna Caves. Durch Kuna fließt außerdem ein ursprünglich nicht immer wasserführender, kleiner Fluss, der Indian Creek, der heute durch den New York Canal ganzjährig mit Wasser aus dem Boise River versorgt wird und der zur Bewässerung landwirtschaftlicher Flächen genutzt wird.

## Geschichte
Kuna war ursprünglich ein Zwischenstopp einer Bahnlinie nach Boise. Laut der Handelskammer von Kuna bedeutet Kuna übersetzt The end of the trail, zu deutsch ‚Das Ende des Weges‘. Nach anderen Quellen kommt der Name aus einer indianischen Sprache und bedeutet green leaf, good to smoke.

## Demografie
Im Jahre 2010 gab es 15.210 Einwohner. Die Bevölkerung wuchs in den letzten zehn Jahren um etwa 182 %. Die Bevölkerungsdichte betrug 325 Einwohner pro km². Zu etwa 94,6 % besteht die Bevölkerung aus Weißen, 0,6 % sind Afroamerikaner, 4,8 % Andere.

## Infrastruktur
Kuna liegt etwa 17,8 km vom Boise Airport entfernt.
In der Nähe von Kuna liegt außerdem der vom Idaho Department of Correction betriebene South Boise Prison Complex mit der Idaho State Correctional Institution.

## Benachbarte Städte
- Boise, Meridian, Nampa, Bowmont, Mora